# سيزار زابالا
سيزار زابالا (بالإسبانية: César Zabala)‏ هو مدرب كرة قدم ولاعب كرة قدم باراغواياني، ولد في 3 يونيو 1961 في لوكي في باراغواي. شارك مع منتخب باراغواي لكرة القدم. أما مع النوادي، فقد لعب مع سيرو بورتينيو ونادي إنترناسيونال.

## وصلات خارجية
- سيزار زابالا على موقع الاتحاد الدولي (مؤرشف)  (الإنجليزية)
- سيزار زابالا على موقع قاعدة بيانات كرة القدم.إي يو (الإنجليزية)
- سيزار زابالا على موقع ناشيونال فوتبول تيمز (الإنجليزية)
- سيزار زابالا على موقع عالم كرة القدم.نت (الإنجليزية)